# Bronisława Bylinowska
Bronisława Bylinowska (ur. 23 lutego 1935 w Jabłonicy, zm. 19 lutego 2016 w Nisku) – polska nauczycielka, działaczka kulturalna i społeczna, przewodnik PTTK.

## Życiorys

### Młodość
Urodziła się w Jabłonicy koło Jasła, chrzest z rąk ks. Pawła Matuszewskiego przyjęła w kościele w Bączalu Dolnym, który stanowił siedzibę parafii rzymskokatolickiej do której należała wieś Jabłonica. Uczęszczała do Szkoły Podstawowej w rodzinnej miejscowości.

### Praca
W 1955 podjęła pracę jako nauczycielka geografii i nauczania przedszkolnego w Nisku. Następnie od 1984 roku piastowała funkcję wizytatora oraz zastępcy inspektora oświaty. Prowadziła działalność przewodnicką w ramach Polskiego Towarzystwa Turystyczno-Krajoznawczego. Po przejściu w 1990 roku na emeryturę pełniła funkcję przewodniczącej Towarzystwa Kultury Chrześcijańskiej „Logos” oraz współpracowała w Niżańskim Centrum Kultury. Autorka książki pt. „Droga do Świętego Józefa. Sanktuarium i parafia Św. Józefa w Nisku”, wydanej w 2003 roku.
Zmarła 19 lutego 2016 roku w Nisku, spoczywa w rodzinnym grobowcu na Nowym Cmentarzu w Bączalu Dolnym.

## Nagrody i odznaczenia
- Zasłużona dla Gminy i Miasta Nisko[5],
- Tytuł Honorowy Człowieka Naszego Czasu, nadawany przez pismo „Nasz Czas”[6].